# Kościół św. Agnieszki w Lublinie
Kościół świętej Agnieszki w Lublinie – rzymskokatolicki kościół wybudowany wraz z klasztorem augustianów w latach 1647-1667 na Kalinowszczyźnie, która stanowiła oddzielną jurydykę, rozbudowany po roku 1685, obecnie parafialny.

## Historia

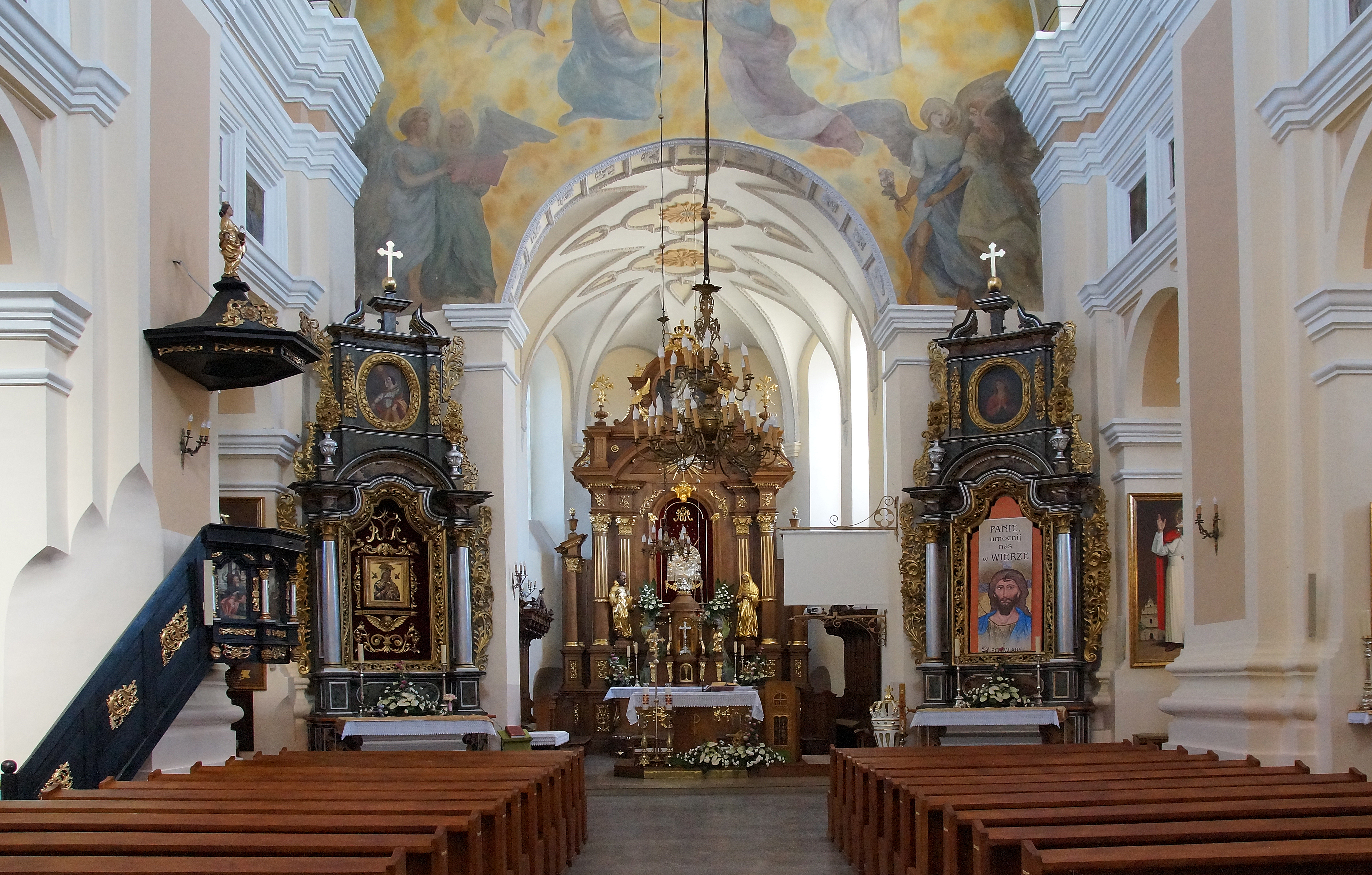
Kościół św. Agnieszki - wnętrze

Po sprowadzeniu do Lublina, augustianie początkowo odprawiali nabożeństwa w drewnianej kaplicy. Fundacja kościoła miała miejsce w latach 1638-1647. Następnie rozpoczęła się pierwsza faza budowy kościoła drewniano-murowanego. Prezbiterium zostało wzniesione w latach 1646-1647. Sklepienie ozdobiono późnorenesansową sztukaterią, charakterystyczną dla tzw. typu lubelskiego. Arkadę tęczową pomiędzy prezbiterium a nawą wzniesiono w 1648 roku.
W czasie potopu szwedzkiego kościół został uszkodzony. Kamień węgielny pod nową świątynię, w całości murowaną, został położony w 1685 roku. Druga faza budowy kościoła odbywała się etapami. W 1692 roku oddano do użytku mury nawy, w 1693 roku - fasadę frontową, w 1698 roku - sklepienie nawy i ołtarz główny.
Na początku XVIII stulecia pożar zniszczył świątynię. Została ona odbudowana w połowie tego wieku. Konsekrowana została w 1760 roku przez biskupa kijowskiego Kajetana Sołtyka.
W czasie powstania listopadowego spaliły się dach i dzwonnica. Kościół odbudowano w 1833 roku, następnie w 1874 roku wzniesiono dzwonnicę na nowym miejscu. W 1864 zakon augustianów uległ kasacie. W 1866 roku przy kościele została utworzona parafia św. Agnieszki.

## Architektura
Świątynię wybudowano z cegły i kamienia. Jest to budowla trzynawowa z małym, półkoliście zamkniętym prezbiterium, nakrytym sklepieniem kolebkowym. Budowa ciągnęła się przez kilka lat, dlatego w kościele można odnaleźć elementy różnych stylów. Chociaż budowla reprezentuje późnorenesansową architekturę lubelską, to nawy posiadają cechy architektury barokowej.

## Wyposażenie
W prezbiterium znajduje się ołtarz główny wykonany z drewna dębowego. W górnej części ołtarza jest umieszczony obraz św. Rity oraz Matki Bożej Pocieszenia trzymającej na ręku Dzieciątko Jezus. Ołtarze boczne w nawach zostały wykonane z drewna. W prawej nawie w głębi znajduje się ołtarz w stylu barokowym, w którym wisi w ozdobnej drewnianej ramie obraz św. Tomasza, który wcześniej był umieszczony w głównym ołtarzu. W lewej nawie w głębi znajduje się ołtarz św. Agnieszki (z obrazem świętej), wykonany w stylu barokowym. Po lewej stronie, w nawie głównej znajdują się: ołtarz i obraz Matki Bożej Nieustającej Pomocy (za nastawą ołtarzową znajduje się obraz św. Mikołaja), po prawej stronie ołtarz Ukrzyżowania (za nastawą ołtarzową znajduje się obraz św. Walentego). Na chórze są umieszczone organy wykonane w 1896 roku przez firmę Blomberga.